# Орнат Артур Геннадійович
Артур Геннадійович Орнат (нар. 9 вересня 1999, Джанкой, Автономна Республіка Крим, Україна) — український футболіст, півзахисник.

## Життєпис

### Спортивна кар'єра
Вихованець юнацької академії: КОЛІФКС (Костопіль) та «Барса» (Суми), де і розпочинав свої виступи у першості України (ДЮФЛ) — 26 ігор (1 гол). Виступав в аматорських командах: «Барса» (Суми) — чемпіонат Сумської області, «Корміл» (Давидів) та «Юність» (Гійче) — чемпіонат Львівської області. Після чого грав і в польській аматорськиій команді «Космос» (Новотанець).
Перед стартом сезону 2020/21 став гравцем друголігового клубу: «Карпати» (Галич), проте вже у березні наступного року підписав контракт з футбольним клубом «Буковина» (Чернівці). За чернівецький клуб виступав до завершення того ж року та провів 29 офіційних матчів в усіх турнірах, у яких забив 4 голи.
В серпні 2022 року знову був заявлений за буковинську команду, за яку провів одну офіційну гру. Наступного місяця вирушив у розташування вінницького клубу «Нива», в складі якого виступав до завершення 2022/23 сезону. Влітку 2023 року став гравцем першолігової команди «Гірник-Спорт».

## Статистика
Станом на 1 січня 2024 року
| Сезон     | Команда                         | Чемпіонат  | Чемпіонат | Чемпіонат | Кубок | Кубок | Кубок |
| Сезон     | Команда                         | Змаг.      | Матчі     | Голи      | Змаг. | Матчі | Голи  |
| --------- | ------------------------------- | ---------- | --------- | --------- | ----- | ----- | ----- |
| 2020—2021 | «Карпати» (Галич)               | Друга ліга | 4         | 0         | —     | —     | —     |
| 2020—2021 | «Буковина» (Чернівці)           | Друга ліга | 13        | 2         | —     | —     | —     |
| 2021—2022 | «Буковина» (Чернівці)           | Друга ліга | 14        | 1         | КУ    | 2     | 1     |
| 2022—2023 | «Буковина» (Чернівці)           | Перша ліга | 1         | 0         | —     | —     | —     |
| 2022—2023 | «Нива» (Вінниця)                | Друга ліга | 8         | 0         | —     | —     | —     |
| 2023—2024 | «Гірник-Спорт» (Горішні Плавні) | Перша ліга | 11        | 0         | КУ    | 2     | 0     |